# Eleanor Taylor Bland
Eleanor Taylor Bland (31 de diciembre, 1944 – 2 de junio, 2010) fue una escritora afroamericana estadounidense de ficción. Fue la creadora de Lincoln Prairie, Illinois (basada en Waukegan) el detective de policía Marti McAllister.

## Biografía
Eleanor Taylor Bland nació en Boston, Massachusetts, Estados Unidos. Después de casarse a la edad de 14 años, se mudó a la Estación Naval Great Lakes en Chicago del Norte, Illinois, con su marido, Anthony Bland, que era oficial de la Fuerza Naval de Estados Unidos. Aunque fue diagnosticada con el Síndrome Gardner en 1970 y se le pronosticó un corto tiempo de vida, ella supo sobrellevar la enfermedad. En los últimos años de su vida, sin embargo, tuvo que luchar contra varios tumores malignos. Blad recibió una Licenciatura en Administración de la Universidad del Sur de Illinois en 1981, y desde 1981 a 1999 trabajó como contadora. Tuvo dos hijos y varios nietos, y vivió en Waukegan, Illinois durante los últimos años de su vida.
Bland murió del Síndrome de Gardner el 2 de junio de 2010 en el Centro Médico Vista Este en Waukegan.

## Publicaciones
- Hora muerta (título original Dead Time) (1992)
- Quema lenta (título original Slow Burn) (1993)
- Vete tranquilo (título original Gone Quiet) (1994)
- Mal hecho. (título original Done Wrong) (1995)
- Quédato quieto. (título original Keep Still) (1996)
- Sin maldad. (título original See No Evil) (1998)
- No lo cuentes.(título original Tell No Tales) (1999)
- Grita en silencio.(título original Scream in Silence) (2000)
- Susurros en la oscuridad.(título original Whispers in the Dark) (2001)
- Muerte de una ciudad ventosa.(título original Windy City Dying) (2002)
- Restos fatales. (título original Fatal Remains) (2003)
- Una muerte fría y silenciosa. (título original A Cold and Silent Dying) (2004)
- Una decepción oscura y mortal.(título original A Dark and Deadly Deception) (2005)
- De repente un extraño.(título original Suddenly a Stranger) (2007)